# Datong (Taiwan)
Datong (大同) è un comune rurale, composto di otto villaggi, distesi sui versanti del fiume Lanyang e in parte dell'affluente Luodong, i quali scendendo dalla catena centrale in direzione ovest-est, si gettano in mare dopo aver attraversato la piana della Contea di Yilan, a Taiwan.

È abitato prevalentemente da indigeni di etnia Atayal.
Il Datong è diviso in otto villaggi minori:
- Hanxi
- Lunpi
- Songluo
- Yingshi
- Leshui
- Mao'an
- Siji
- Nanshan

L'economia è assai povera e si basa sul commercio del limo del fiume Lanyang, utile per la produzione di cemento, e sulla coltivazione di tè, cavoli e noci di betel.

Per quanto riguarda le attrazioni turistiche, il comune del Datong offre l'Area della Coltivazione del Tè di Yulan, il Sentiero Nazionale di Songluo, l'Area Scenica Ricreativa Qilan, l'Area Scenica Ricreativa del Monte Taiping e le sorgenti d'acqua calda di Jioujhihze.

## Attrazioni turistiche
- Monte Taiping (太平山)